# Oldschool (album Kuby Badacha)
Oldschool – pierwszy autorski, solowy album muzyczny polskiego piosenkarza Kuby Badacha. Został wydany 6 października 2017 przez przedsiębiorstwo Agora.
24 listopada 2021 album uzyskał certyfikat platynowej płyty za sprzedaż ponad 30 000 egzemplarzy.

## Lista utworów
Źródło:.
| OLDSCHOOL – 2017 | OLDSCHOOL – 2017     | OLDSCHOOL – 2017       | OLDSCHOOL – 2017 | OLDSCHOOL – 2017 |
| Nr               | Tytuł utworu         | Słowa                  | Muzyka           | Długość          |
| ---------------- | -------------------- | ---------------------- | ---------------- | ---------------- |
| 1.               | „Życie”              | Janusz Onufrowicz      | Kuba Badach      | 5:02             |
| 2.               | „So Sorry”           | Andrzej Danek          | Kuba Badach      | 3:42             |
| 3.               | „Będę z Tobą”        | Janusz Onufrowicz      | Kuba Badach      | 5:20             |
| 4.               | „Cześć”              | Janusz Onufrowicz      | Kuba Badach      | 3:25             |
| 5.               | „Jestem Kimś”        | Aleksandra Kwaśniewska | Kuba Badach      | 3:56             |
| 6.               | „Tonight”            | Aleksandra Kwaśniewska | Kuba Badach      | 5:23             |
| 7.               | „Pada”               | Janusz Onufrowicz      | Kuba Badach      | 5:40             |
| 8.               | „Gdyby nie Ty”       | Janusz Onufrowicz      | Kuba Badach      | 4:03             |
| 9.               | „Pusto”              | Janusz Onufrowicz      | Kuba Badach      | 5:35             |
| 10.              | „Po drugiej stronie” | Janusz Onufrowicz      | Kuba Badach      | 3:37             |
| 11.              | „Wracam do siebie”   | Janusz Onufrowicz      | Kuba Badach      | 6:14             |
| 12.              | „Chwile”             | Janusz Onufrowicz      | Kuba Badach      | 4:48             |
| 13.              | „Wall of Kindness”   | Aleksandra Kwaśniewska | Kuba Badach      | 4:56             |
|                  |                      |                        |                  | 1:01:41          |

## Twórcy
Źródło:.
- Kuba Badach – śpiew, instr. klawiszowe, programowanie, gitara basowa
- Jacek Piskorz – fortepian, instr. klawiszowe
- Marcin Górny – organy Hammonda, instr. klawiszowe
- Maciej Kociński – saksofon, EWI
- Piotr Schmidt – trąbka
- Łukasz Belcyr – gitara
- Przemysław Maciołek – gitara
- Michał Barański – kontrabas, gitara basowa
- Robert Luty – perkusja